# 出川哲朗&さまぁ〜ず三村 ポンコツおじさん旅に出る
『出川哲朗＆さまぁ〜ず三村…ポンコツおじさん旅に出る』（でがわてつろうアンドさまぁ〜ずみむら ポンコツおじさんたびにでる）は、2015年11月7日から2017年8月19日まで『土曜スペシャル』内で不定期放送されていたテレビ東京製作の旅バラエティ番組である。
『そうだ旅（どっか）に行こう。』内のポンコツ旅から企画化された番組。

## 出演者
ポンコツ第一人者
- 出川哲朗

唯一無二のポンコツパートナー
- 三村マサカズ（さまぁ〜ず）

## 放送リスト

### そうだ旅（どっか）に行こう。(ポンコツ旅時代)
旅先案内人
- 内村光良

| 回 | 放送日          | 進行                                 | 見届け人                 | ゲスト          | 訪問場所                          | 目的                                                               |
| -- | --------------- | ------------------------------------ | ------------------------ | --------------- | --------------------------------- | ------------------------------------------------------------------ |
| 1  | 2011年 12月24日 | 住吉美紀                             | あき竹城 石原良純 ローラ |                 | 神奈川県箱根町                    | 究極の露天と懐石 箱根離れの宿                                      |
| 2  | 2012年 7月13日  | 内村光良                             | 遠藤憲一 冨永愛          |                 | 宮城県仙台市                      | そうだ シャングリ・ラ ホテル東京に泊まって楽天vs巨人戦を観に行こう |
| 3  | 2012年 7月17日  |                                      |                          |                 | 宮城県仙台市                      | そうだ シャングリ・ラ ホテル東京に泊まって楽天vs巨人戦を観に行こう |
| 4  | 2012年 12月22日 | 神田愛花                             | MEGUMI 瀬川瑛子 蛭子能収 | 澤部佑          | 茨城県大子町・ 常陸太田市         | そうだ 渓流露天風呂で疲れを癒そう。                                |
| 5  | 2013年 4月30日  | 住吉美紀                             | 高橋英樹 福原愛 IKKO     | ローラ 内村光良 | 東京都港区・中央区                | ポンコツ3兄妹×内村 人生最高の珍道中。                              |
| 6  | 2013年 7月30日  | 住吉美紀                             | 多岐川裕美               | ローラ          | 静岡県伊豆市                      | ポンコツSP                                                         |
| 7  | 2014年 7月15日  | 相内優香 （テレビ東京 アナウンサー） | 和田アキ子               | ベッキー        | 静岡県伊豆市                      | やっぱり夏の伊豆は最高！ポンコツ極上温泉宿の旅！                   |
| 8  | 2014年 10月14日 | 相内優香 （テレビ東京 アナウンサー） | 内田恭子                 | ローラ          | 沖縄県石垣市・竹富町              | さまぁ～ず三村&出川哲朗&ローラのポンコツ旅・第8弾                  |
| 9  | 2015年 3月10日  | 相内優香 （テレビ東京 アナウンサー） | 瀧本美織                 | ベッキー        | 熊本県黒川温泉                    | 出川・三村・ベッキーのポンコツ旅SP！                               |
| 10 | 2015年 8月18日  | 相内優香 （テレビ東京 アナウンサー） | 和田アキ子               | ローラ          | 北海道音更町・ 上富良野町・美瑛町 | 出川・三村・ローラのポンコツ旅・第10弾                             |

旅の見届け人
- 土田晃之
- 大島麻衣[注 2]

ナレーター
- 窪田等
- 津野まさい

### ポンコツおじさん旅に出る
旅の案内人
- 澤部佑（1回・3回）
- 中岡創一（2回・4回）

| 回 | タイトル                                                                          | 放送日         | 放送時間           | マドンナ                                        | 備考                                                                   |
| -- | --------------------------------------------------------------------------------- | -------------- | ------------------ | ----------------------------------------------- | ---------------------------------------------------------------------- |
| 1  | 出川哲朗＆さまぁ〜ず三村…ポンコツおじさん旅に出る。                               | 2015年11月7日  | 土曜 18:30 - 20:54 | 和田アキ子、筧美和子、ローラ                    | 通常枠で放送（当時の『土曜スペシャル』は18:30 - 20:54の144分枠）。     |
| 2  | 出川哲朗＆さまぁ〜ず三村「ポンコツおじさん旅に出る 2 伊豆編〜マドンナ大集合SP〜」 | 2016年2月20日  | 土曜 18:30 - 20:54 | 和田アキ子、中村アン、佐藤栞里、オカリナ        | 通常枠で放送（当時の『土曜スペシャル』は18:30 - 20:54の144分枠）。     |
| 3  | 出川哲朗＆さまぁ〜ず三村 爆笑ガチンコ珍道中！ポンコツおじさん旅に出る 3…夏旅      | 2016年7月9日   | 土曜 18:30 - 20:54 | 高橋メアリージュン、滝沢カレン、朝比奈彩、IMALU | 19:54からの『家、ついて行ってイイですか?』を休止しての拡大版。         |
| 4  | ポンコツおじさん旅に出る 4                                                        | 2016年11月19日 | 土曜 18:30 - 20:54 | 高橋ひとみ、バービー、指原莉乃、浅田舞          | 19:54からの『家、ついて行ってイイですか?』を休止しての拡大版。         |
| 5  | ポンコツおじさん旅に出る 5                                                        | 2017年8月19日  | 土曜 18:30 - 20:54 | 芦名星                                          | 19:54からの『出川哲朗の充電させてもらえませんか?』を休止しての拡大版。 |

ナレーター
- 池田昌子